# شنابران
شنابَران (نام علمی: Pleocyemata) نام یک زیرراسته از راسته ده‌پایان است.
شنابران آن دسته از ده‌پایان هستند که تخم‌ها را در ضمایمی بر روی شکم خود که شناپا (pleopod) نام دارد، نگه می‌دارند.